# Antiblemma fulvicentralis
Antiblemma fulvicentralis là một loài bướm đêm trong họ Erebidae.